# Filatura dei polimeri

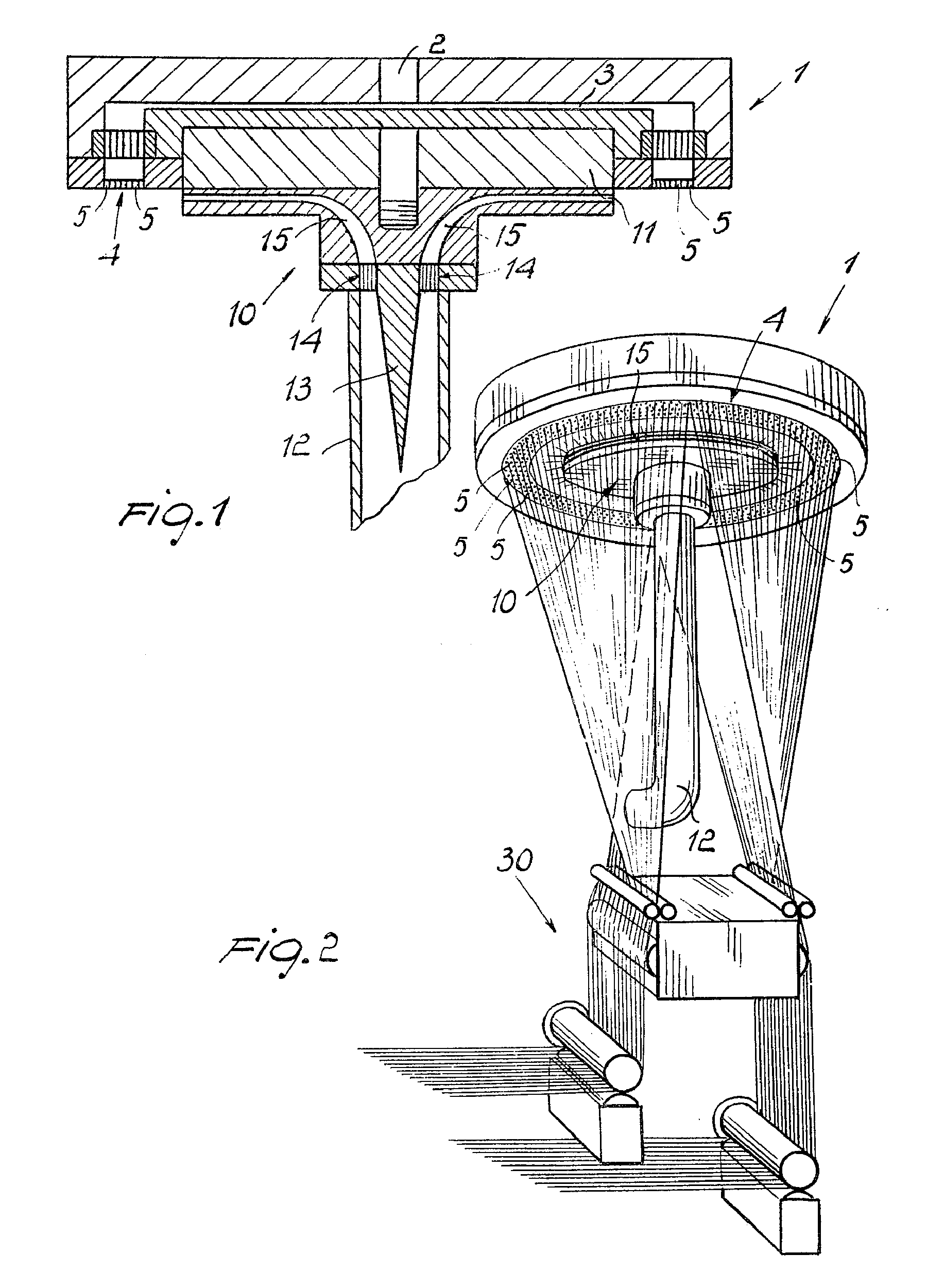
Filiera e filatura di una tecnofibra

La filatura dei polimeri è un processo che ha lo scopo di produrre fili più o meno spessi in materiale polimerico.
Il materiale polimerico può essere fuso (attraverso estrusione o fuso direttamente) o in soluzione, quindi fatto passare attraverso un orifizio o una piastra forata, dal quale esce il materiale, che solidifica mentre viene tirato da un sistema di pulegge.
La filatura dei polimeri può avvenire seguendo le seguenti metodologie:
- wet spinning
- dry spinning
- melt spinning
- gel spinning.

La scelta tra le varie tecnologie possibile viene svolta in primo luogo in considerazione della natura e dalle proprietà del polimero che si vuole filare.

## Melt spinning
La filatura per melt spinning consiste nel portare il polimero a temperatura di fusione prima del processo di filatura. Durante la filatura il filo si raffredda e quindi solidifica.
Esempi di polimeri filati per melt spinning sono: nylon, fibre poliesteri, saran e sulfar.

## Dry spinning
Tale metodologia viene utilizzata per i polimeri che non possono fondere poiché hanno una temperatura di degradazione minore della temperatura di fusione (per cui si decompongono prima di fondere).
Nella filatura per dry spinning il polimero viene dissolto in un solvente in modo da ottenere una soluzione liquida che viene investita durante la filatura da un getto di aria o gas inerte, grazie al quale la soluzione solidifica per evaporazione del solvente.
Esempi di polimeri filati per dry spinning sono: triacetato di cellulosa, fibre acriliche, polibenzimidazolo (PBI), spandex e vinyon.

## Wet spinning
La filatura per wet spinning è utilizzata per i polimeri che hanno un'elevata temperatura di fusione.
In questo caso il polimero viene disciolto in un solvente per ottenere una soluzione, quindi viene sottoposto a filatura, durante la quale il solvente viene allontanato facendolo sciogliere in un secondo solvente rispetto al quale il polimero non è solubile.
Esempi di polimeri filati per wet spinning sono: fibre acriliche, rayon, fibre aramidiche, spandex, nomex e kevlar.

## Gel spinning
Nel gel spinning (o dry-wet spinning) il polimero parzialmente fuso viene prima investito da un flusso di aria e poi raffreddato in un bagno liquido. Le fibre ottenute con questa metodologia presentano una maggiore resistenza a trazione.
Esempi di polimeri filati per gel spinning sono il polietilene e alcune fibre aramidiche.